# Bacieczki (gmina)
Bacieczki (1861–1944 Białostoczek) – dawna gmina wiejska istniejąca w latach 1944–1954 w woj. białostockim. Siedzibą władz gminy były Bacieczki (od 1954 w granicach Białegostoku).

## Historia
Gminę Bacieczki utworzono pod koniec II wojnie światowej, w 1944 roku w powiecie białostockim w woj. białostockim z obszaru przedwojennej gminy Białostoczek, która przed wojną składała się z 21 gromad, utworzonych 16 października 1933.
Według stanu z dnia 1 lipca 1952 roku gmina była podzielona na 21 gromad (utworzonych 16 października 1933 w gminie Białostoczek): Bacieczki, Bacieczki-Kolonia, Dobrzyniewo Fabryczne, Fasty, Horodniany, Hryniewicze, Ignatki, Jurowce, Jurowce-Kolonia, Kleosin, Klepacze, Korycin, Krupniki, Księżyno, Księżyno-Wieś (kolonia), Lence, Łyski, Osowicze, Porosły, Sielachowskie i Zawady.
1 lutego 1953 zniesiono trzy gromady: Jurowce-Kolonia (włączono do gromady Jurowce), Księżyno-Kolonia (włączono do gromady Księżyno) i Sielachowskie (włączono do gromady Osowicze).
1 kwietnia 1954 zniesiono kolejne trzy gromady: Bacieczki, Bacieczki-Kolonia i Korycin, które (wraz z fragmentami gromad Fasty, Klepacze, Krupniki i Zawady) włączono do Białegostoku.
Gmina została zniesiona 29 września 1954 roku wraz z reformą wprowadzającą gromady w miejsce gmin.
Jednostki nie przywrócono 1 stycznia 1973 roku po reaktywowaniu gmin, a jej obszar sprzed 1954 wszedł w skład gmin Choroszcz, Dobrzyniewo Kościelne, Wasilków i Zaścianki (po zniesieniu tej ostatniej w 1976 do gminy Juchnowiec Dolny) oraz Białegostoku.